# Матузявичюс, Эугениюс
Эугениюс Матузявичюс (лит. Eugenijus Matuzevičius; 24 декабря 1917, Урюпинск Волгоградской области — 20 июня 1994, местечко Кринчинас Пасвальского района) — литовский поэт и переводчик; лауреат Государственной премии Литовской ССР (1977), заслуженный деятель искусств Литовской ССР (1977), заслуженный работник культуры Украинской ССР (1986).

## Биография
В 1938 году окончил гимназию в Биржай. В 1939—1943 годах учился в Университете Витовта Великого в Каунасе и в Вильнюсском университете. В 1944—1946 годах работал учителем в прогимназии в Йонишкисе и в гимназии в Паневежисе.
С 1940 года член Союза писателей Литвы. В 1946—1953 годах работал редактором в Государственном издательстве художественной литературе. В 1954—1959 годах консультант по поэзии Союза писателей Литвы. В 1961—1972 годах работал в редакции еженедельной газете „Literatūra ir menas“ («Литература ир мянас»; «Литература и искусство»). С 1969 года председатель комиссии по художественному переводу. В 1970—1976 годах председатель ревизионной комиссии Союза писателей Литвы, в 1976—1994 годах — член правления СПЛ.
Умер 20 июня 1994 года в местечке Кринчинас Пасвальского района; похоронен в Вильнюсе.

## Литературная деятельность
Стихотворения публиковал с 1932 года, по другим сведениям дебютировал в 1932 году в периодике для детей и юношества. Сотрудничал в журналах „Naujoji Romuva“, „Židinys“, „Dienovidis“.
В ранней поэзии отчётливы модернистские тенденции. В первых книгах стихотворений „Pavasario taku“ (1941, 2-е издание 1978), „Audros paukščiai“ (1944) воспевается радость юности, выражаются предчувствия несчастья, смерти, рока, нередки мотивы любви и разочарования, радости и муки.
Послевоенные сборники стихотворений „Darbymečio vėliavos“ (1950), „Draugystės daina“ (1953) изобилуют декларативными стихотворениями, прославляющими советскую жизнь, поэтизирующими дружбу народов и великие стройки СССР.
В более поздних книгах поэзии „Negeski, švyturio ugnele“ (1960), „Mėnesienos krantas“ (1965), „Vasarvidžio tolumos“ (1968), „Paukščių Takas“ (1970), „Žalios metų salos“ (1975, 2-е издание 1982; Государственная премия Литовской ССР), „Variacijos ir sugrįžimai“ (1980) лирический монолог улавливает впечатления и состояния, ищутся более точные детали своеобразной картины родины.
Автор текстов песен литовских композиторов. Совместно с дирижёром и переводчиком либретто Альгимантасом Калинаускасом сочинил либретто оперы Витаутаса Лаурушаса «Заблудившиеся птицы» („Paklydę paukščiai“; поставлена в 1967 году).
Перевёл на литовский язык поэмы Михаила Лермонтова («Мцыри», 1951), Александра Пушкина («Граф Нулин», 1953; «Кавказский пленник», 1955), Пабло Неруды «Да пробудится лесоруб!» (1953), стихотворения Владимира Луговского (сборник „Poezija“, 1963), Райниса (сборники „Aukso žirgas“, 1964, „Ave sol!“, 1971), Ираклия Абашидзе (совместно с Вацисом Реймерисом; сборник „Poezija“, 1966), произведения Адама Мицкевича, Юлиуша Словацкого, Янки Купалы и других поэтов. Перевёл также автобиографические повести Максима Горького «Детство» (1946; 4-е издание 1980), «В людях» (1948; 4-е издание 1981), роман Назыма Хикмета «Романтика» (1964).
Составитель (вместе с Арвидасом Валёнисом) сборника статей, посвящённого проблемам художественного перевода „Meninio vertimo problemos: Straipsnių rinkinys“ (Vilnius: Vaga, 1980).
Сборники стихотворений Матузявичюса выходили на белорусском, латышском, русском, украинском языках.

## Семья
Брат поэта Леонардаса Матузявичюса, муж актрисы и телеведущей Даны Руткуте,отец кинорежиссёра и кинооператора Корнелиюса Матузявичюса.

## Награды и звания
- Лауреат фестиваля «Весна поэзии» (1971)
- Заслуженный деятель искусств Литовской ССР (1977)
- Государственная премия Литовской ССР (1977; за книгу стихов „Žalios metų salos“)
- Заслуженный работник культуры Украинской ССР (1986) [1]
- Орден Дружбы народов

## Память
В доме, который в 1928—1929 годах в местечке Кринчинас построил аптекарь Вилюс Матузявичюс жили его сыновья поэты Леонардаса Матузявичюса и Эугениюс Матузявичюс. После смерти Эугениюса Матузявичюса в 1994 году в этом доме учреждён мемориальный музей Э. и Л. Матузявичюсов (филиал Музея Пасвальского края).

## Книги
- Pavasario taku: eilėraščiai. Vilnius: LTSR valstybinė leidykla, 1941; 1978.
- Audros paukščiai: eilėraščiai. Kaunas: Sakalas, 1944.
- Darbymečio vėliavos: eilėraščiai. Vilnius: Valstybinė grožinės literatūros leidykla, 1950.
- Draugystės daina: eilėraščiai. Vilnius: Valstybinė grožinės literatūros leidykla, 1953.
- Mes gyvenam prie marių. Vilnius: Valstybinė grožinės literatūros leidykla, 1953.
- Negeski, švyturio ugnele: eilėraščiai. Vilnius: Valstybinė grožinės literatūros leidykla, 1960.
- Mėnesienos krantas: eilėraščiai. Vilnius: Vaga, 1965.
- Vasarvidžio tolumos: eilėraščiai. Vilnius: Vaga, 1968.
- Paukščių takas: eilėraščiai. Vilnius: Vaga, 1970.
- Žalios metų salos: eilėraščiai. Vilnius: Vaga, 1975; 1982.
- Kol saulė nusileis: poezijos rinktinė. Vilnius: Vaga, 1977.
- Variacijos ir sugrįžimai: lyrika. Vilnius: Vaga, 1980.
- Nusilenksiu žemei: eilėraščiai. — Vilnius, 1984.
- Rinktiniai raštai: poezija. 2 t. Vilnius: Vaga: 1987.
- Jau sparno nenumes: eilėraščiai. Jonava: Dobilas, 1992.
- Sugrįžimų tyla: eilėraščiai. Vilnius: Tigris, 1994.

### Составитель и редактор
- Mylimoms sesėms: eilėraščiai. Vilnius: Valstybinė gožinės literatūros leidykla, 1954.
- F. Šileris. Poezija. Vilnius: Valstybinė grožinės literatūros leidykla, 1959.
- Janka Kupala. Mano dalia: poezijos rinktinė. Vilnius: Vaga, 1982.
- Vytautas Mačernis. Poezija. Vilnius: Valst. leidybos centras, 1993.
- Kazys Inčiūra. Beržai už sodo: dramaturgija, apsakymai, atsiminimai. Vilnius: Vaga, 1985.
- Kazys Inčiūra. Eglės žiedas. Vilnius: Vyturys, 1985.
- Vytautas Mačernis: konferencijos medžiaga. Plungė: Plungės raj. kultūros sk., 1993.

### Переводы
Переводы с русского языка
- Aleksiejus Tolstojus. Auksinis raktelis, arba, Buratino nuotykiai: apysaka vid. amž. vaikams. Kaunas: Valst. grož. lit. l-kla, 1947; ANBO, 2005.
- Pablo Neruda. Miškų kirtėjas tepabunda!: poema. Vilnius: Valst. grož. lit. l-kla, 1953.
- Arsenijus Tarkovskis. Sakmė apie gražiąją Gulajimę, karžygį Arslaną, jo seserį Altynaję, apie brolį Atajarą, apie šachą Nadirą ir chaną Šurtaršą. Vilnius, 1962.
- N. Hikmetas. Romantika: romanas. Vilnius: Vaga, 1964.
- Maksimas Gorkis. Vaikystė. Vilnius: Vaga, 1968.
- Maksimas Gorkis. Žmonėse. Vilnius: Vaga, 1969.
- Šota Rustavelis. Karžygys tigro kailiu. Vilnius: Vaga, 1971.
- Anatolijus Nepokupnas. Baltai slavų giminaičiai. Vilnius: Mokslas, 1983.
- Šarlis De Kosteras. Legenda apie Ulenšpygelį ir Lamę Gudzaką ir apie jų nuotykius, drąsius, linksmus, šlovingus, Flandrijos šaly bei kitur. Vilnius: Vaga, 1989.

Переводы с латышского языка
- A. Brigaderė. Nykštukas: 7 pav. pjesė latvių liaudies pasakų motyvais. Vilnius: Valst. grož. lit. l-kla, 1958.
- J. Rainis. Aukso žirgas: penkių veiksmų saulėgrąžos šventės pasaka. Vilnius: Vaga, 1964.

### Книги на других языках
На русском языке
- Не гасни, огонь маяка: Стихи. Москва: Советский писатель, 1962.
- Лунный берег: Стихи. Москва: Советский писатель, 1972.
- Крылья над морем: Избранные стихотворения. Москва: Художественная литература, 1976.
- Утренняя белизна: Кн. лирики. Москва: Сов. писатель, 1985.
- Зеленые острова: Стихи. Вильнюс: Vaga, 1986.

На белорусском языке
- Просіцца ў песню мора: вершы: аўтарыз. пер. з літ. мовы / уступ. арт. М. Калачынскага. Мінск: Беларусь, 1965. 111с.

На украинском языке
- Біля Балтики синьої: поезії. Київ: Радянський письменник, 1977. 112 с.